# Moto Guzzi V7
La V7 est un modèle de moto construit par Moto Guzzi.

## Historique
À l'origine, la première V7 commercialisée à partir de 1967 est imaginée pour équiper la police italienne, à la suite d'un concours lancé au début des années 1960. Elle est dessinée par Giulio Cesare Carcano.
Son moteur est souvent comparé à tort à celui développé pour l'Autoveicolo da Montagna 3x3 et utilisé par l'armée, appelé également la « mule mécanique », lui-même semblable au projet de motorisation avorté de la Fiat 500. Giulio Cesare Carcano fait remarquer que si ces moteurs ont bien en commun d'être des bicylindres en V, ils sont néanmoins totalement différents et le fruit de différentes idées. Selon Umberto Todero, ils n'ont rien en commun.
Le bicylindre en V ouvert à 90° de 703,3 cm3, monté longitudinalement dans le cadre à double berceau de la V7, développe 40 ch.
Le freinage est assuré par deux tambours de 220 mm, double came à l'avant et simple came à l'arrière.
Il faut attendre le salon de Milan 1965 pour que soit présentée la version civile. Par rapport aux modèles de police, la V7 civile gagne une dizaine de chevaux et perd 20 kg.
En 1969, la V7 Special présente la première évolution de la V7. Lino Tonti fait passer la cylindrée à 757 cm3 par une augmentation de 3 mm de l'alésage, ce qui induit un gain de 5 ch. Son esthétique est légèrement modifiée.
Elle n'est disponible qu'en blanc, avec des filets rouges sur le réservoir, le garde-boue avant et les caches latéraux. Elle est commercialisée jusqu'en 1971.
La V7 Special est doublée d'une V7 Ambassador, réservée au marché américain : un grand guidon, une selle différente et des pare-cylindres chromés. En mars 1969, la police de Los Angeles en commande 85.
Au début des années 1970, la direction souhaite un modèle plus sportif : un prototype de 757 cm3 avait bien battu, en octobre 1969, sur le circuit de Monza, les records des 100 et 1 000 km à respectivement 218,426 et 205,932 km/h mais la moto gardait des gènes de grand tourisme. C’est à Lino Tonti que revint la tâche de repenser la moto et en 1971 naquit la V7 Sport, qui fut dévoilée en juin à Monza et arriva cette année-là troisième au Bol d'or, après avoir mené la course une bonne partie de la nuit.
Le moteur est retravaillé pour gagner en compacité. La dynamo est remplacée par un alternateur placé en bout de vilebrequin.
Pour des raisons de règlement (les motos de plus de 750 cm3 sont classées dans la catégorie des 1 000 cm3), l'alésage est réduit, ce qui donne une cylindrée de 748 cm3 pour 70 ch à 6 300 tr/min. Il est alimenté par deux carburateurs Dell'Orto de 30 mm de diamètre. La boîte de vitesses gagne un rapport supplémentaire. 
Le cadre est totalement nouveau, et fait beaucoup pour la réputation de la moto : « la meilleure partie-cycle que j’aie vue sur une moto de route » déclarera le champion Mike Hailwood. En tubes rectilignes, bas et rigide, il serre le moteur au plus près. Aussi est-il démontable dans sa partie basse pour pouvoir déposer le moteur.

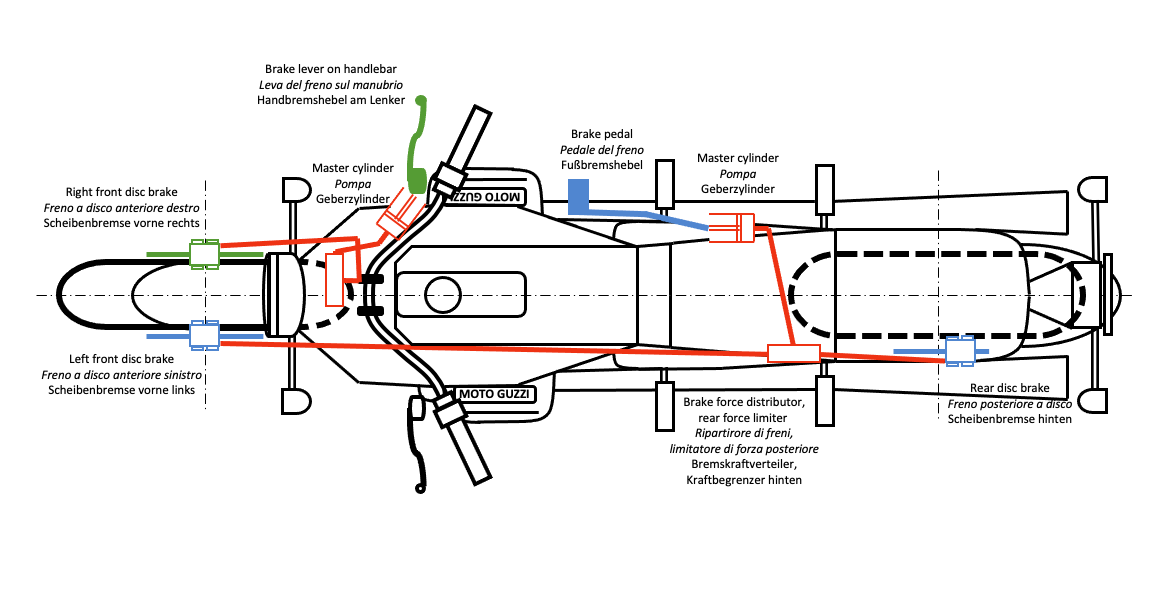
Freinage intégral de la 750 S3 de 1975

Le freinage est amélioré. Le tambour à quatre cames à l'avant est désormais ventilé. Il sera remplacé par un double disque en 1974 sur la 750 S, lui-même optimisé en 1975 sur la 750 S3 par un freinage intégral couplant les dispositifs avant et arrière, également monté en 1975 sur la 850 T3 et la V1000 I Convert (à convertisseur de couple).
Au total, entre 1969 et 1974, la production des V7 Special, V750 Ambassador et California s’éleva à 11 460 exemplaires.
Quant aux V7 Sport, en 1971, les 150 premières sortent revêtues d'une robe verte et d'un cadre rouge, qui sont reprises plus tard sur la V11. Les modèles de 1972 sont verts avec un cadre noir et ceux des deux années suivantes sont rouges, toujours avec le cadre noir (3 541 exemplaires). La 750 S (1974-1975) fut produite à 1 204 exemplaires et la 750 S3 (1975-1976) à 981 exemplaires, soit un total officieux de 5 876 motos. La V7 Sport sera remplacée en 1976 par la 850 Le Mans.
À son lancement, la V7 sport est vendue 16 000 FF, soit environ 18 000 € (2022) ; une des plus chères du moment et, excepté la Vincent Black Shadow, d’une cylindrée supérieure, une des premières motos de série, avec la Laverda SFC initialement prévue pour la piste, à dépasser les 200 km/h.

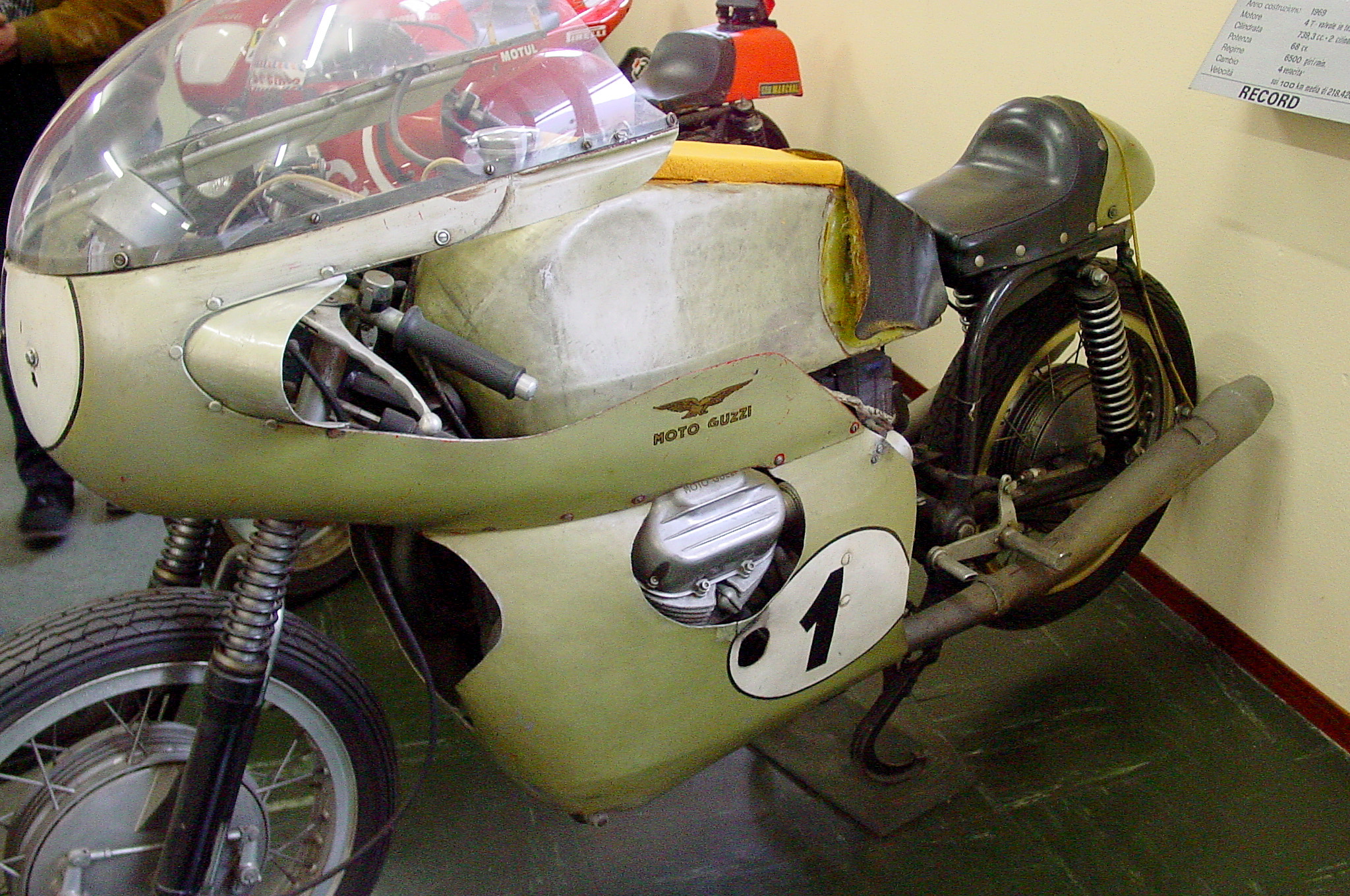
V7 de course (1969).
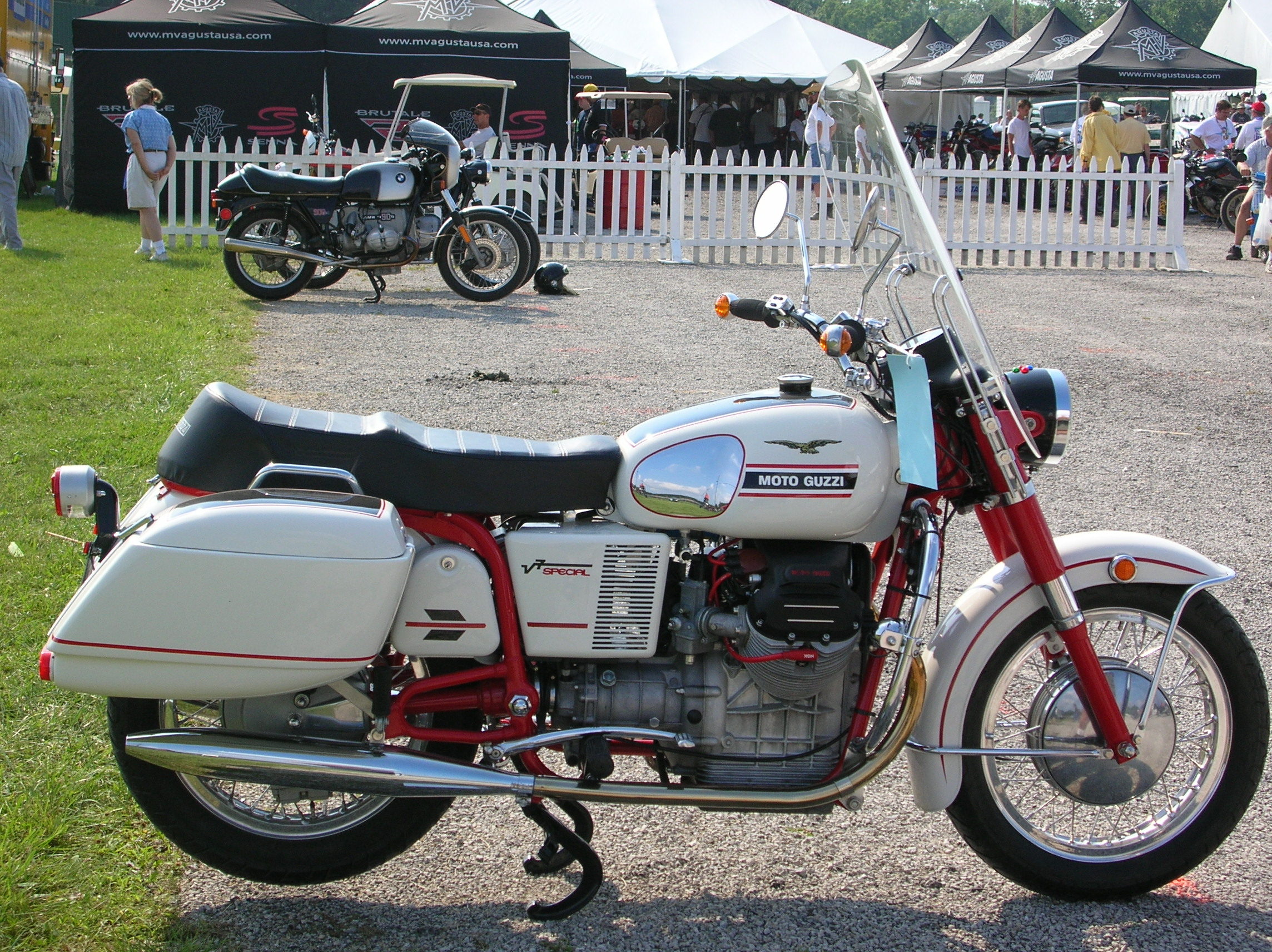
V7 Special.
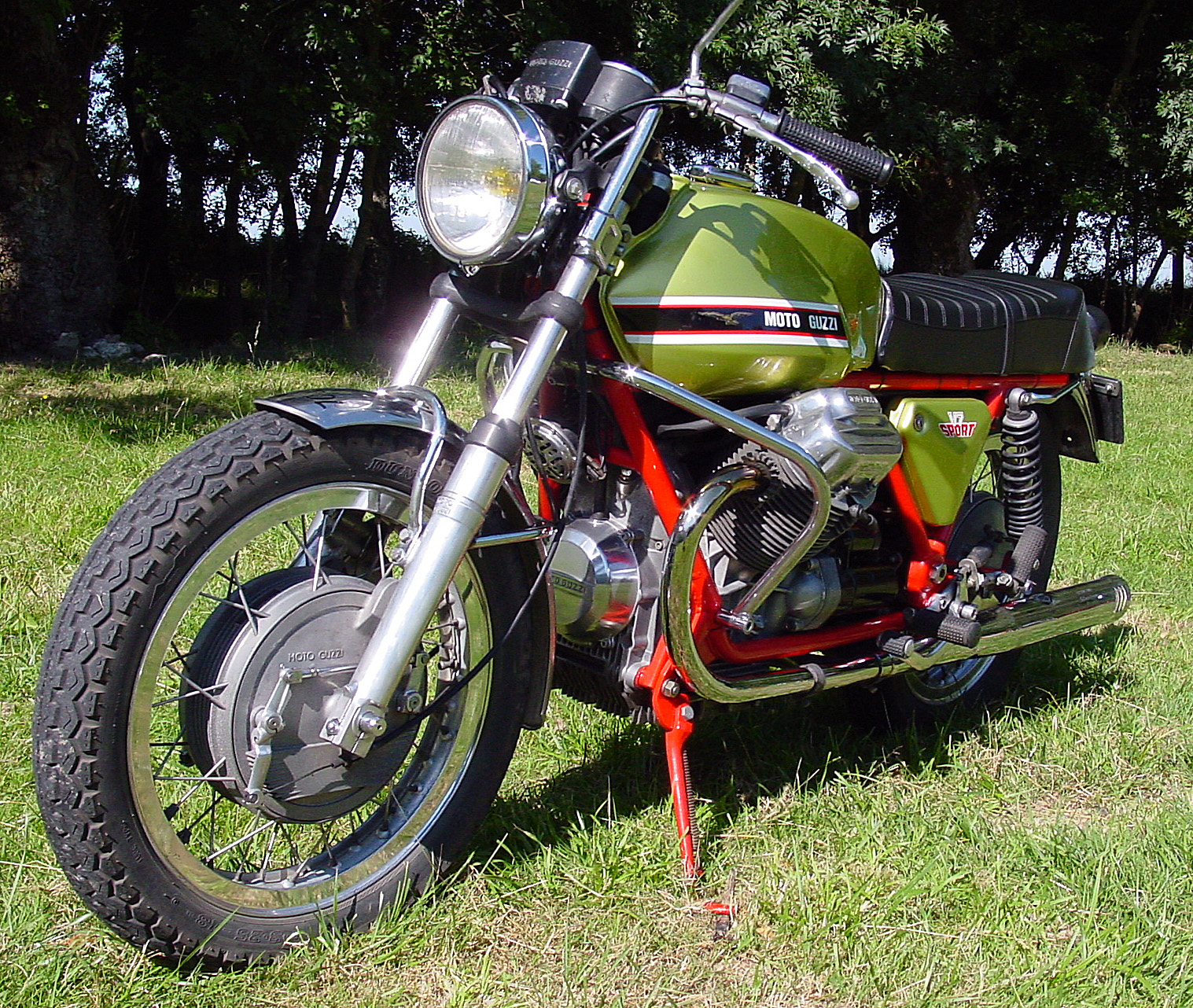
V7 Sport dont le cadre a été repeint (1972).
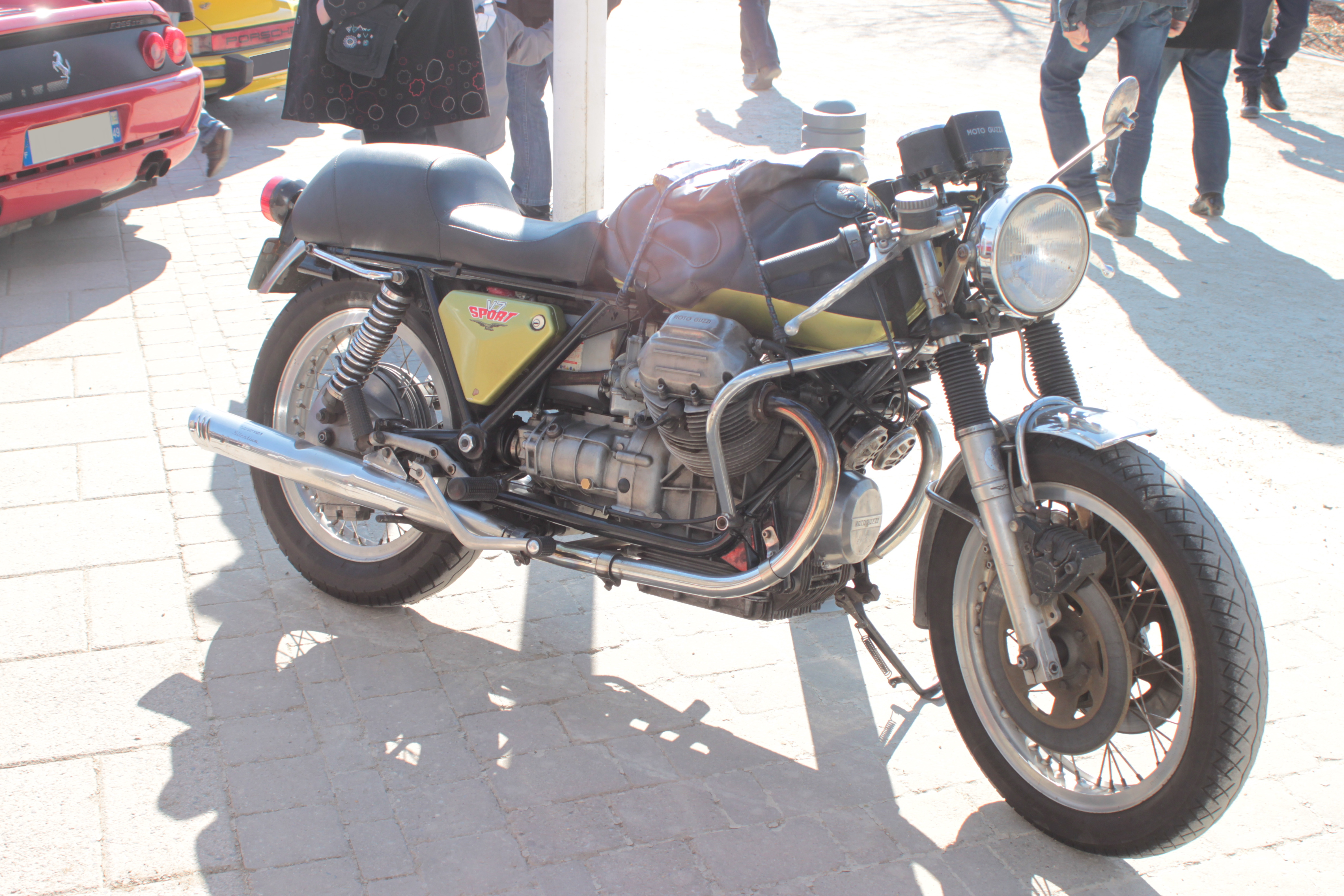
V7 Sport.
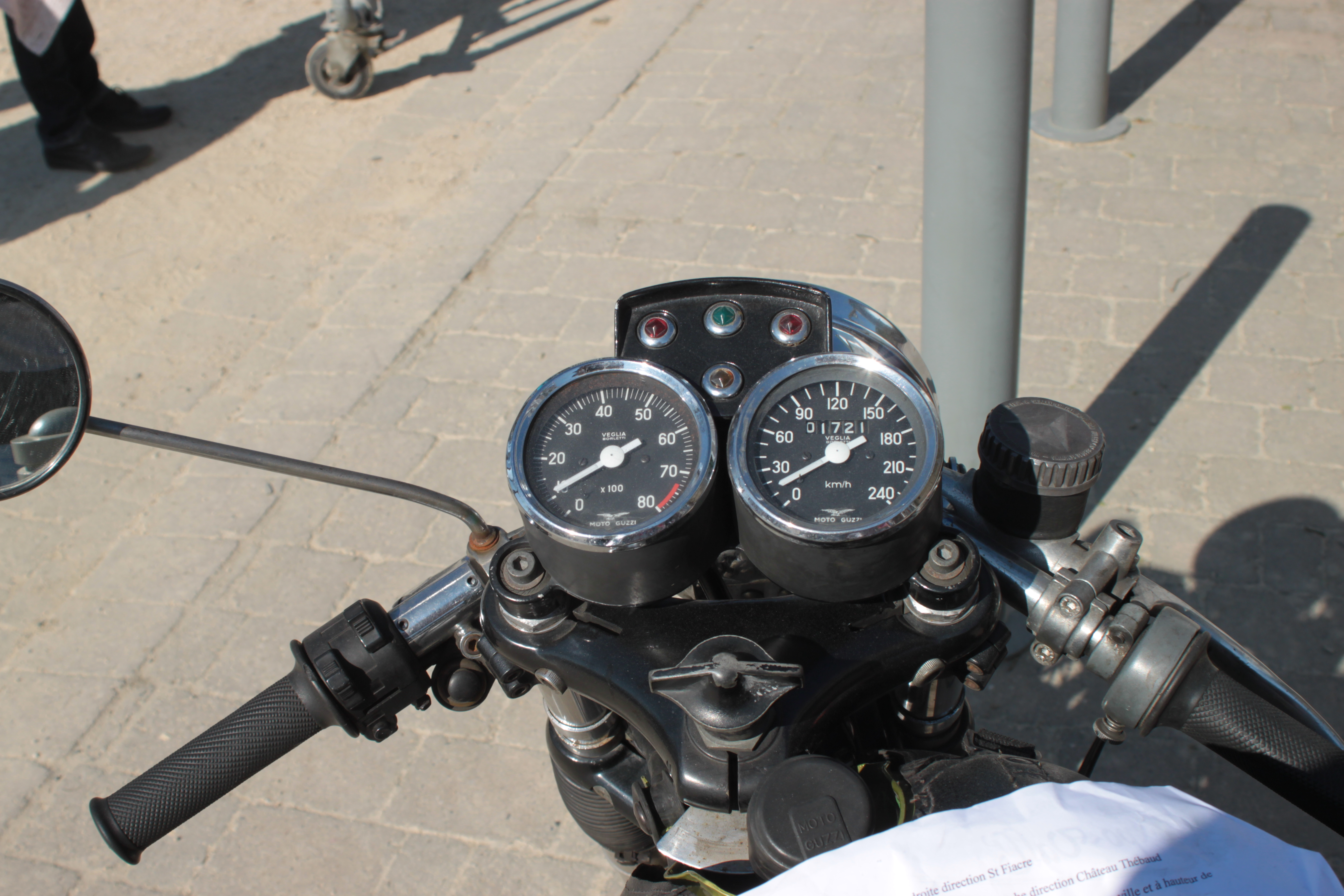
Tableau de bord de la V7 Sport.

Le salon de la Moto de novembre 2007 voit la renaissance de la V7, sous sa version V7 Classic. Surfant sur la vague néo-rétro des motos modernes classiques, Moto Guzzi propose une déclinaison remise au goût du jour de la V7 Special, dont elle reprend la robe blanche et les filets rouges et noirs.
Elle est motorisée par le bicylindre en V à 90° de la 750 Breva, alimenté par une injection électronique Weber Marelli.
La fourche de 40 mm de diamètre et les amortisseurs arrière sont produits par Marzocchi.
Les roues sont à rayons. Le freinage est assuré par des Brembo Série Or, avec un simple disque de 320 mm à l'avant et un étrier quatre pistons, et un disque de 260 mm à l'arrière.
Au salon de Milan 2008, Moto Guzzi présente une V7 Café Classic. Les demi-guidons sont rabaissés, la selle est redessinée et la carrosserie se pare d'une peinture semblable à celle de la V7 Sport.
En 2010, l'usine présente la V7 Racer. Cette série limitée numérotée reçoit un cadre rouge, un réservoir chromé, une selle monoplace (la selle biplace est disponible en option), des plaques à numéro. Les combinés amortisseurs arrière sont de marque Bitubo.
De 2014 à 2017, elle devient la V7 II avec de profondes modifications : adoption de l’ABS et de l’antipatinage MGCT (Moto Guzzi Controllo Trazione). La boite de vitesses devient à six rapports. Le bicylindre en V est incliné de 4° vers l’avant et abaissé de 10 mm afin de libérer de la place pour les genoux du pilote. Les repose-pieds sont rabaissés de 25 mm pour la position de conduite. Trois versions sont disponibles : Stone, Racer, et Special.
En 2017 arrive la V7 III : les amortisseurs Kayaba réglables en précontrainte sont nouveaux. La selle plus basse (maintenant à 770 mm du sol) et de nouveaux repose-pieds en aluminium forgé apparaissent. La troisième génération de moteur V7 est conforme à la norme Euro 4. La puissance maximale augmente et atteint 52 ch à 6 200 tr/min (gain de 5 ch), tandis que le couple atteint les 6 daN m à 4 900 tr/min (2 100 tr/min plus haut que sur l’ancienne version). La Moto Guzzi V7 III était aussi disponible en version bridée pour les permis A2.
La Moto Guzzi V7 quatrième évolution conserve son nom pour février 2021 mais arbore « 850 » sur ses flancs pour rappeler l’emploi du bicylindre en V de la V85 TT qui cube 853 cm3. D'où le passage de 52 à 65 ch, avec un couple qui atteint 73 N m à 5 000 tr/min. L’éclairage passe au full LED et le tableau de bord est entièrement numérique, sauf pour la V7 Special avec un double cadran analogique et une paire de jantes à rayons.

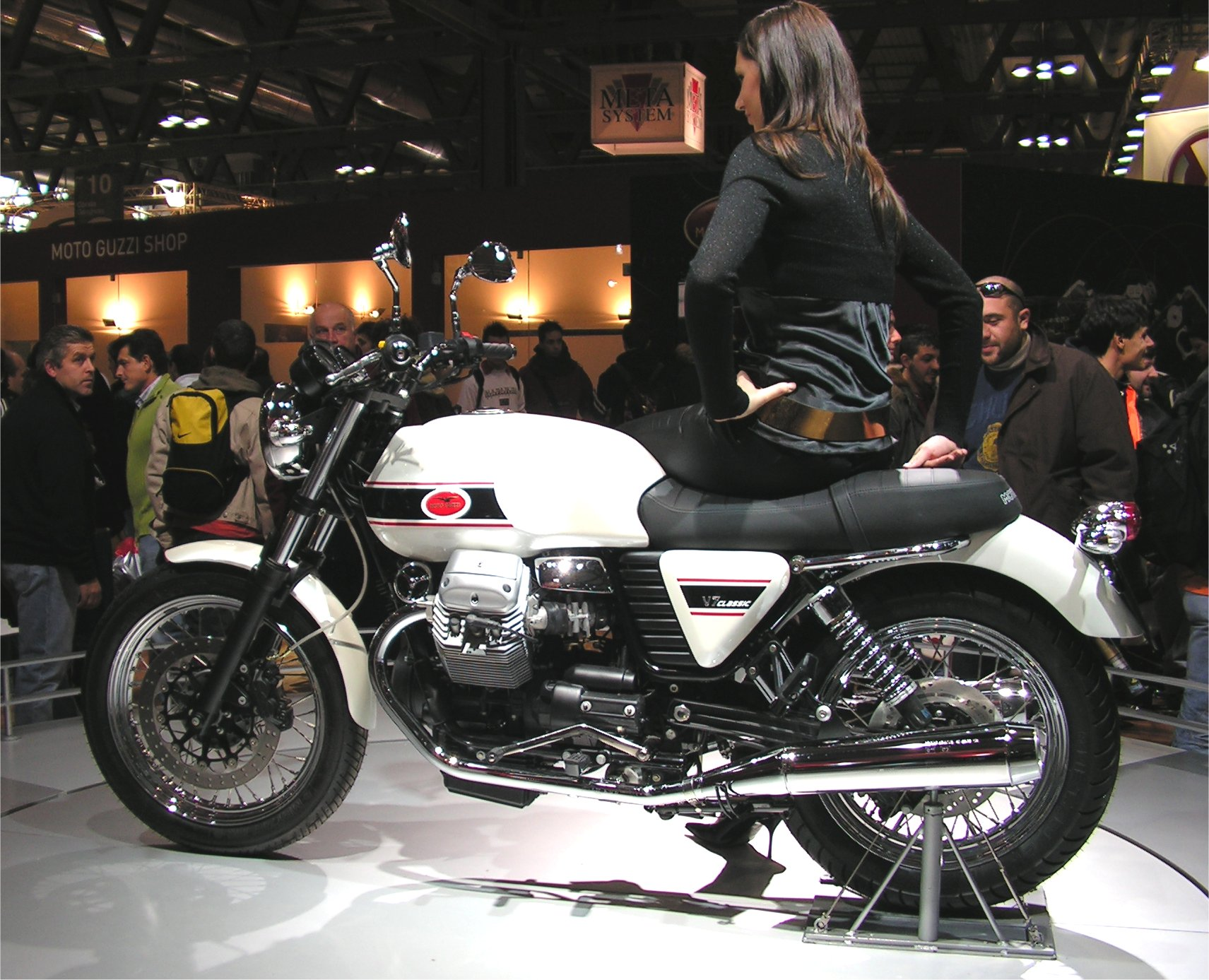
V7 Classic 2007.
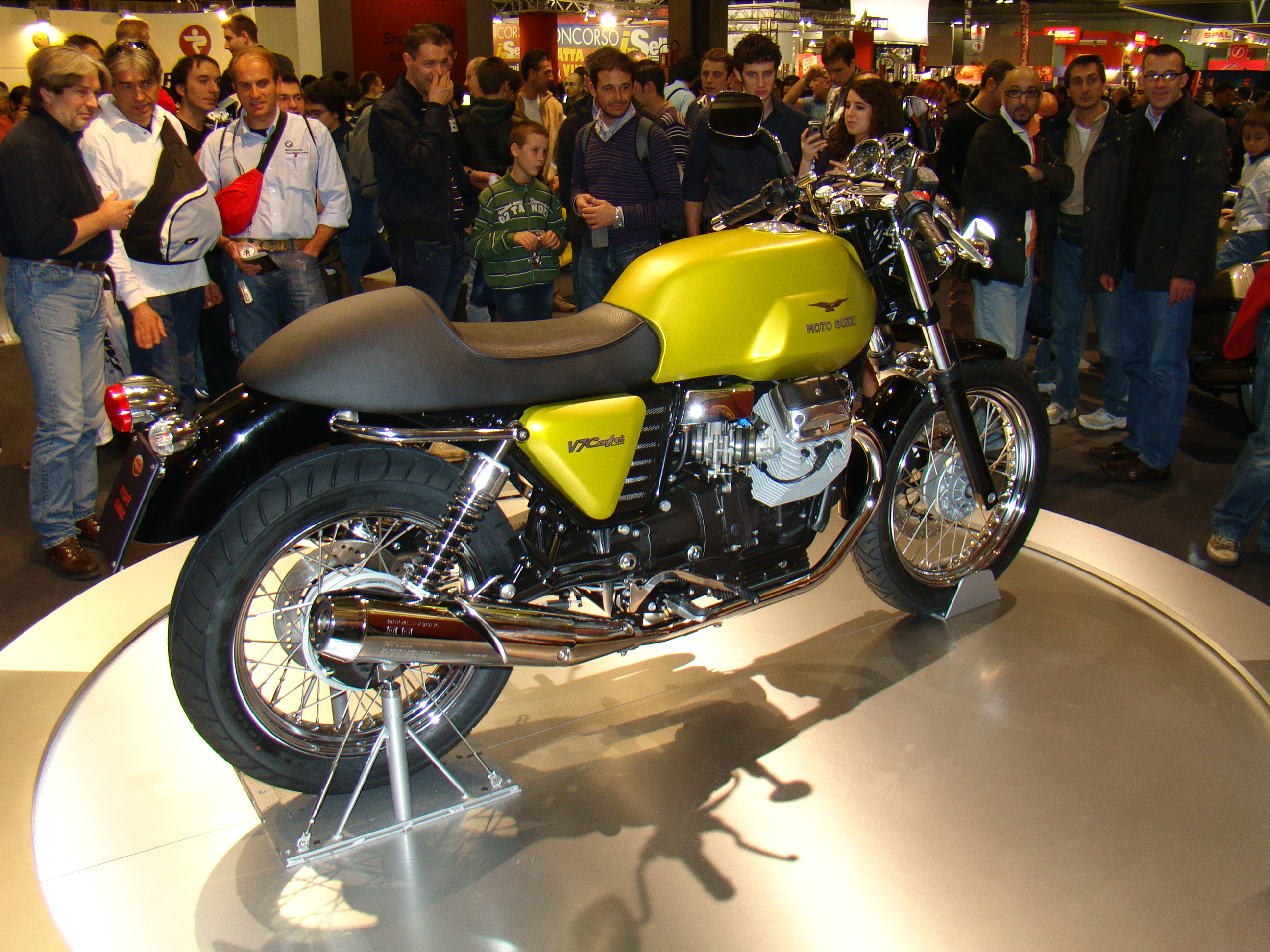
V7 Café Classic 2008.
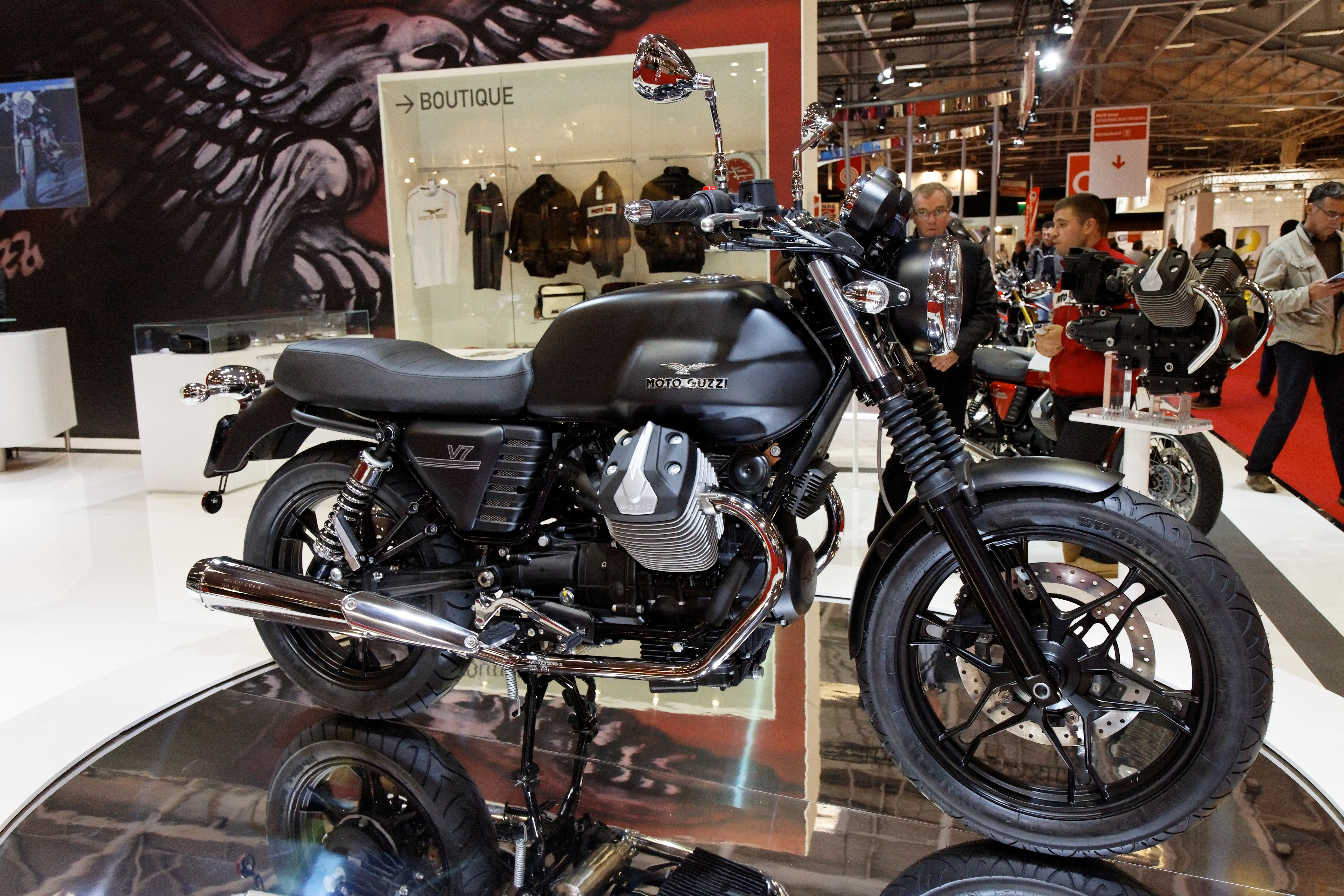
V7 2011.
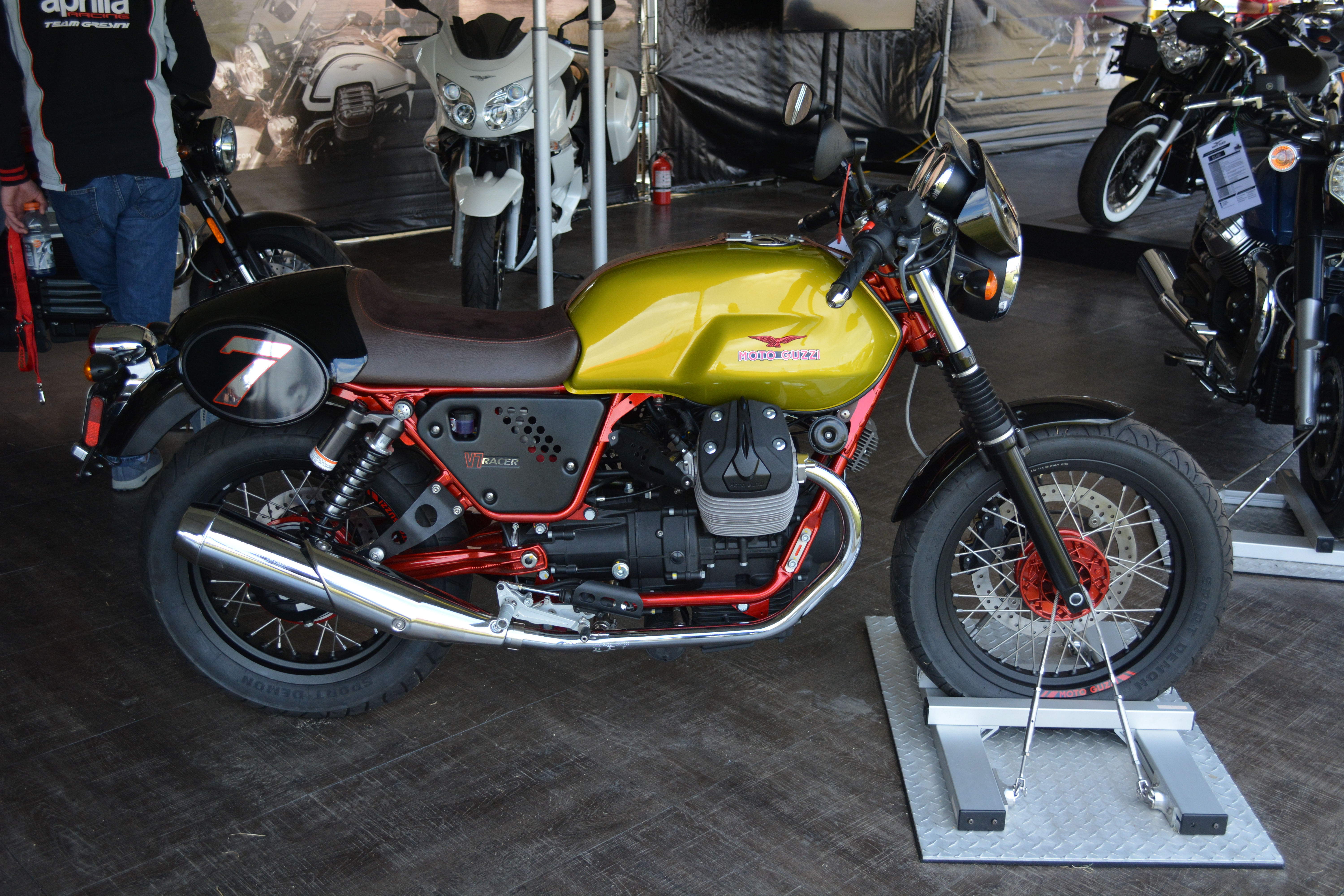
V7 Racer 2014.
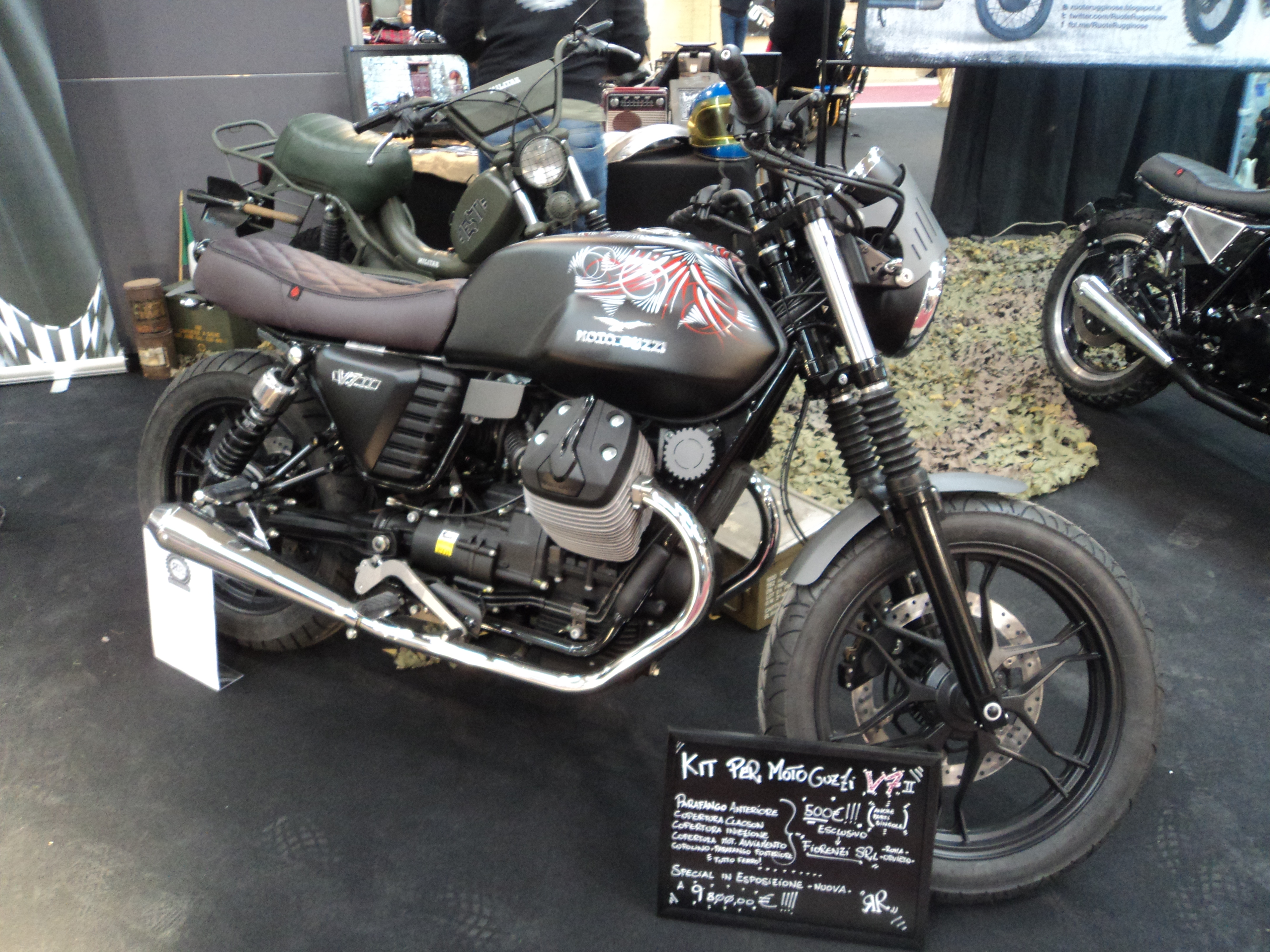
V7 II 2016.

## Anecdote
La V7 Special est la monture du patron de bar Joe, dans la série de bande dessinée Joe Bar Team.